# 툰드라뒤쥐
툰드라뒤쥐(Sorex tundrensis)는 땃쥐과에 속하는 포유류의 일종이다. 알래스카, 유콘 준주 북부, 노스웨스트 준주의 매킨지 델타 지역, 특히 브리티시컬럼비아주 북서 지역 그리고 러시아 동부에서 발견되는 작은 뒤쥐류이다. 한때는 북극뒤쥐의 아종으로 간주하기도 했다.